# Compagnie Schiaffino
Pour les articles homonymes, voir Schiaffino.
 (février 2012).
Si vous disposez d'ouvrages ou d'articles de référence ou si vous connaissez des sites web de qualité traitant du thème abordé ici, merci de compléter l'article en donnant les références utiles à sa vérifiabilité et en les liant à la section « Notes et références ».

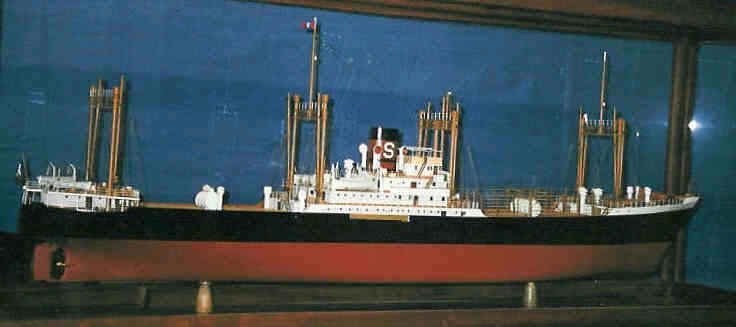
Le Marie-Louise Schiaffino, un navire pinardier de la compagnie qui a navigué de 1951 à 1981.

La Compagnie Schiaffino est une compagnie maritime qui a été pendant longtemps spécialisée dans le transport de vin entre l'Afrique du Nord et le port de Rouen.

## Historique
En 1874 est créée la compagnie Schiaffino frères, spécialisée alors dans le service côtier. En 1892, elle s'associe avec l'armement Franceschi sous le nom de Franceschi, Schiaffino et Cie. En 1894, elle fusionne avec l'armement Achaque sous le nom de Franceschi, Schiaffino, Achaque et Cie. En 1897, elle s'associe avec la Société des lignes côtières de Nyer et Sitges. Le nom devient Société de navigation côtière algérienne. En 1908, elle s'associe avec A. Jouvet, de Bougie, sous le nom de C. Schiaffino, A. Jouvet et Cie. En 1919, l'armement Achaque se sépare de l'armement Schiaffino. Laurent Schiaffino, fils de Charles, crée la Laurent Schiaffino et Cie.
En 1960, la compagnie compte vingt-et-un navires.
Cette compagnie appartenait à la famille Schiaffino, les bateaux étaient d'ailleurs souvent baptisés du nom des membres de la famille (tel le navire bananier Prosper Schiaffino). Parmi eux, le grand-père, Jacques Schiaffino, armateur de balancelle à Alger, apporte la dépêche relatant l'affaire de l'éventail reçue par le consul de France, et le petit-fils, Laurent Schiaffino (1897-1978), a été sénateur d'Alger.
La compagnie a disparu dans les années 1990.